# Gichon
Gichon eller Gihon är en av de fyra floderna som nämns i Första Moseboken i gamla testamentet i bibeln. Från Edens lustgård flöt en flod som delade sig i fyra grenar; Pishon, Gichon, Tigris och Eufrat. Gichon flöt kring landet Kush.
Kopplingen till Kush gör att Gichon ibland identifieras som Nilen eller bifloden Blå Nilen. Andra teorier föreslår att Gichon syftar på Gihonkällan eller på Kerchafloden.